# Kontorhaus Hansaburg

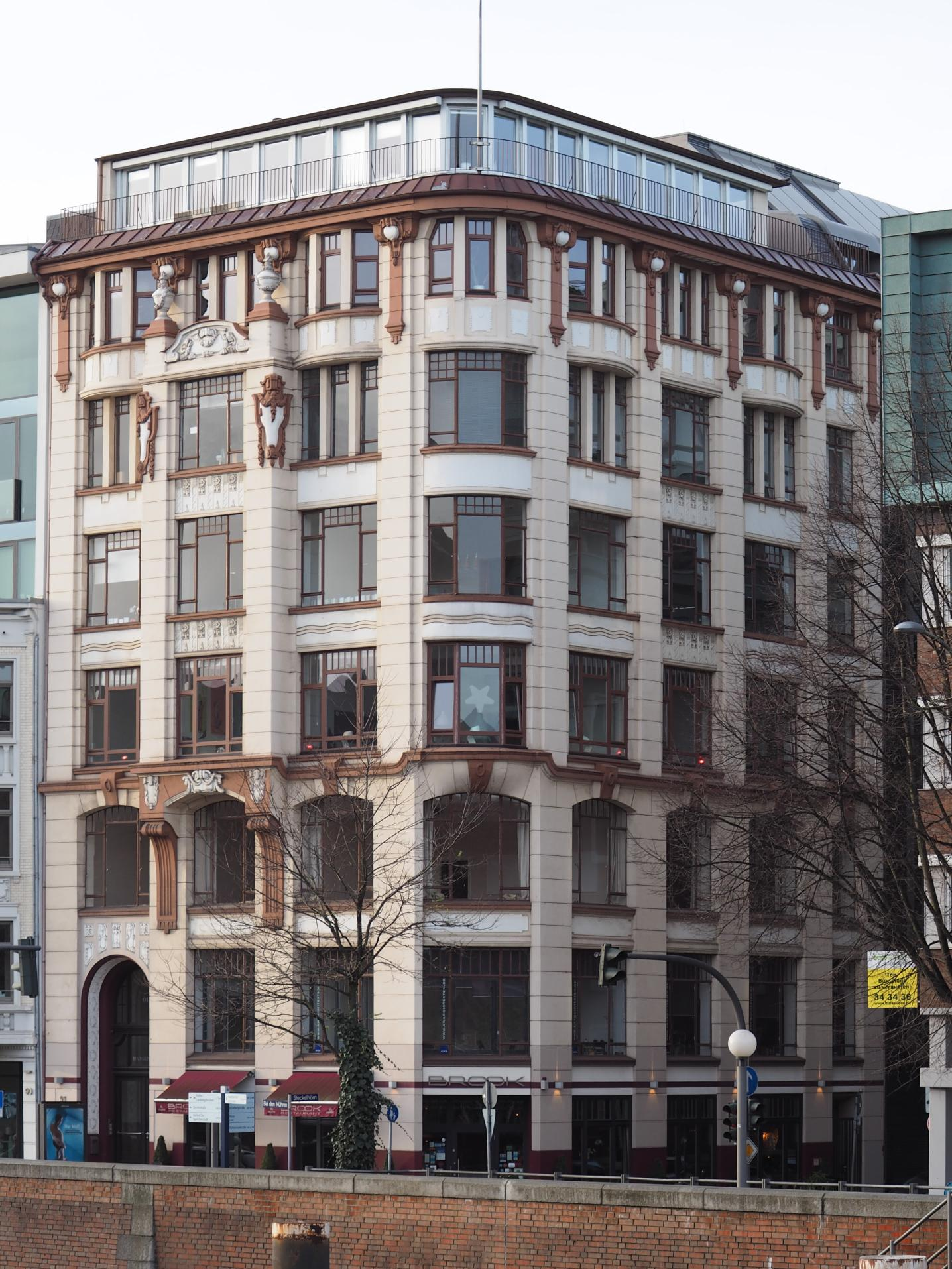
Kontorhaus Hansaburg

Das Kontorhaus Hansaburg ist ein historistisches Kontorhaus in Hamburg-Altstadt, das unter Denkmalschutz steht. Es liegt gegenüber vom Zollkanal auf dem Eckgrundstück Bei den Mühren 91 / Steckelhörn.  

## Baugeschichte

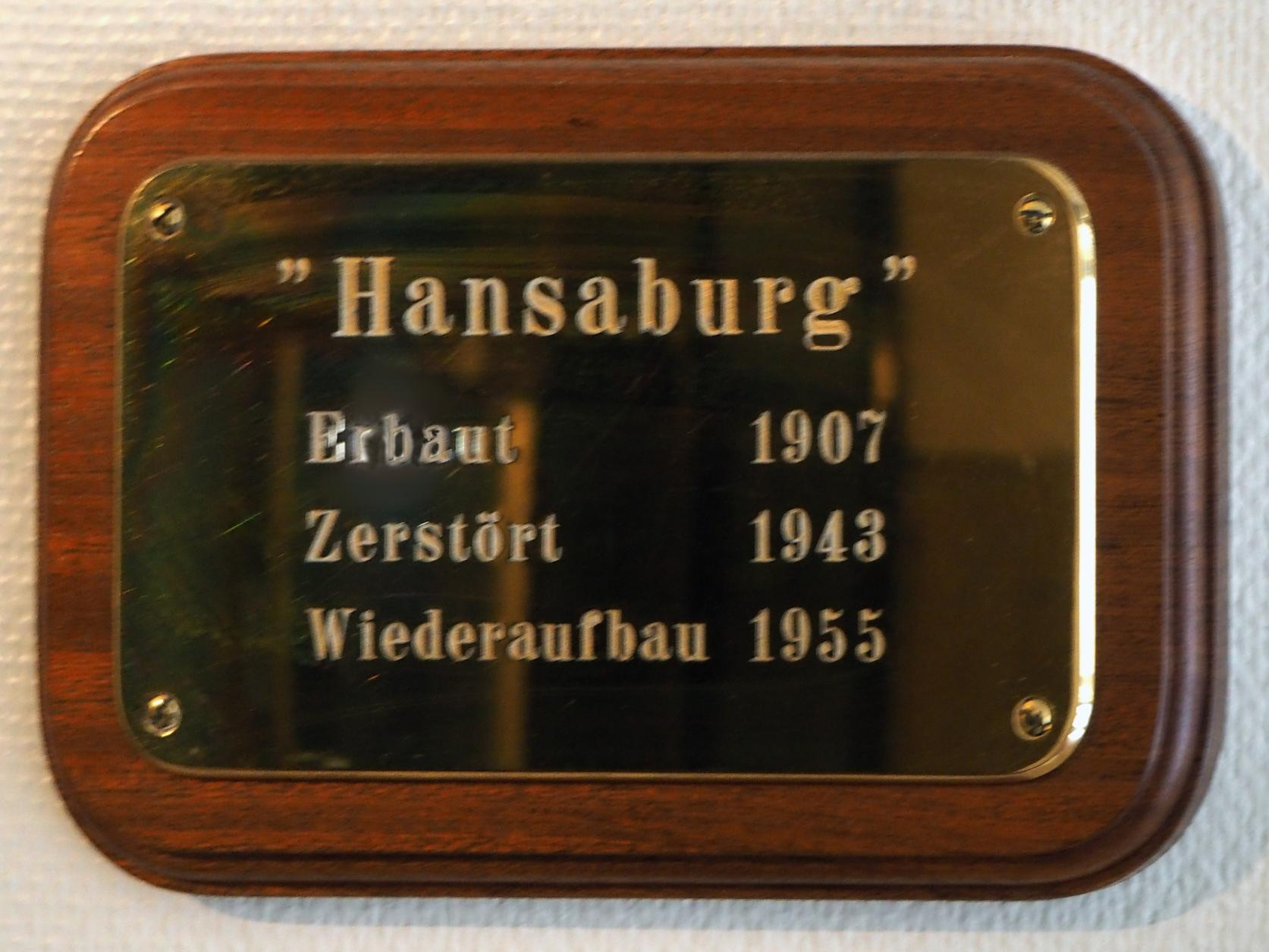
Tafel mit Daten zur Baugeschichte

Das Kontorhaus wurde im Jahr 1907 (nach Autor Ralf Lange 1908–1909) im Auftrag der Bauherren Schneider & Jenckel nach den Plänen von Claus Meyer errichtet. Im Luftkrieg kam es 1943 zu erheblichen Bombenschäden. Ursprünglich trug das Gebäude ein Mansarddach, das man beim Wiederaufbau 1955 (nach Autor Ralf Lange 1952) durch ein schlichtes Staffelgeschoss mit flacher Eindeckung ersetzte, dabei war der Architekt Peter Pruter federführend.

## Beschreibung

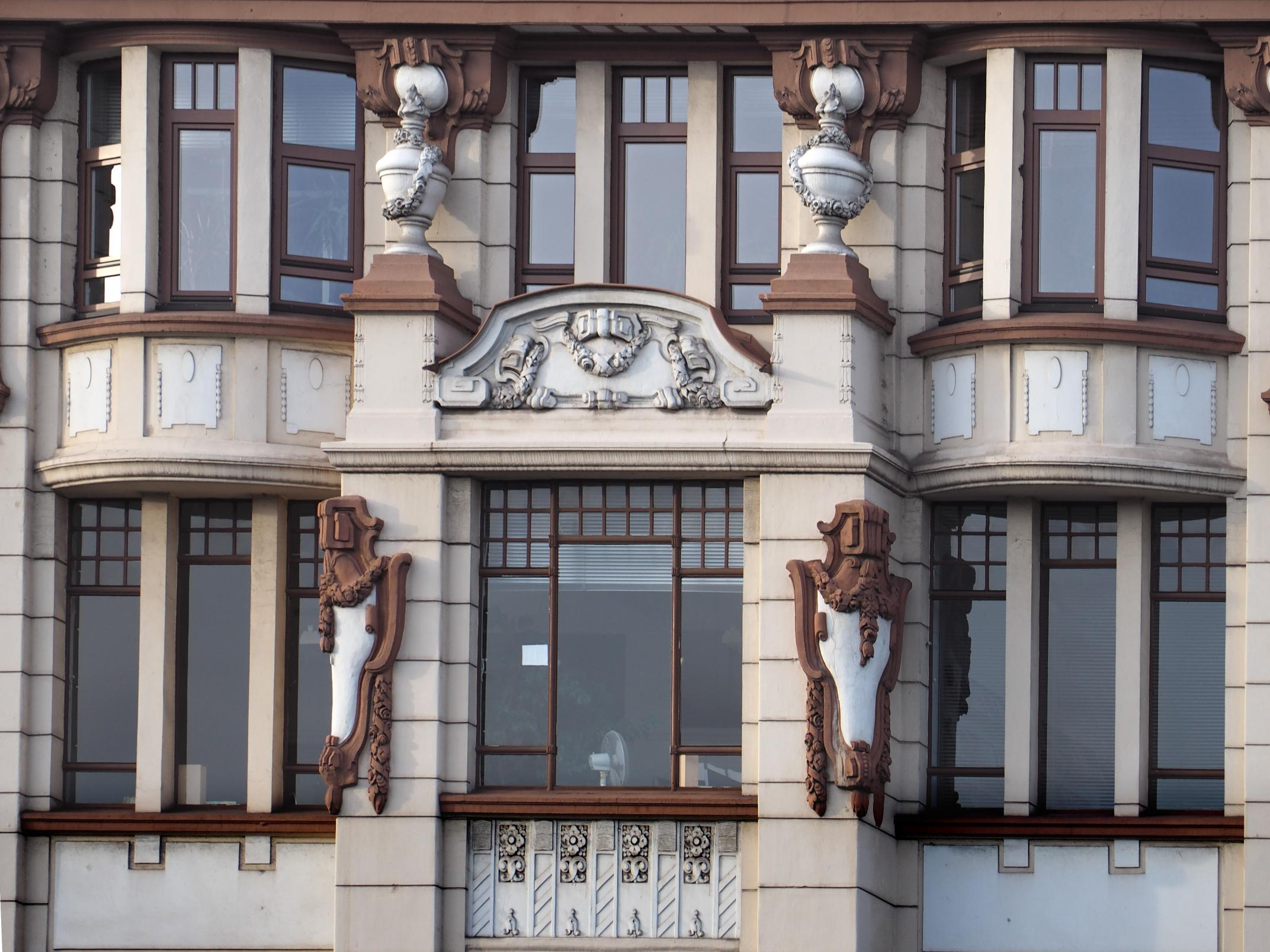
Oberer Teil des Erkers mit Ziergiebel, darüber das oberste Geschoss mit „Bow-Windows“

Das Gebäude ist deutlich als Eckhaus ausgebildet. Mit dem Staffelgeschoss und dem souterrainähnlichen Untergeschoss weist es acht Geschosse auf. Es ergibt sich eine vertikale Gliederung durch verputzte Pfeiler, zwischen denen breite Fensterachsen angeordnet sind.
Die am reichsten geschmückte Fassade zeigt nach Südosten, zur Straße Bei den Mühren. Dort befindet sich auch das Eingangsportal. Die mittlere von drei Fensterachsen ist hier durch einen Kastenerker betont, der sich vom 3. bis zum 5. Obergeschoss erstreckt. Dieser Vorbau stützt sich auf Konsolen im zweiten Obergeschoss und wird von einem Ziergiebel bekrönt.
An der Straßenecke ist das Haus abgerundet, es folgen vier Fensterachsen an der Straße Steckelhörn. Bis auf den fehlenden Erker ist diese Seite ähnlich gestaltet wie die Südostfassade.
Horizontal setzen sich die unteren Geschosse durch ein Gesims über dem zweiten Obergeschoss vom oberen Gebäudeteil ab. Es folgen nach oben drei gleichartige Geschosse. Das letzte Obergeschoss ist wieder anders gestaltet. Es ist niedriger und zeigt ausgebuchtete Fenster, sogenannt Bow-Windows. Das schmucklose Staffelgeschoss entspricht dem Stil der 1950er Jahre.